# Bernard Lahire
Bernard Lahire (Lyon, 1963), sociólogo francês, é professor de Sociologia na École Normale Supérieure de Lyon e director da equipa Dispositions, Pouvoirs, Cultures, Socialisations do Centre Max Weber (CNRS).

## Carreira universitária
Em 1990, defendeu sua tese sobre sociologia do fracasso escolar na escola primária 2. Sua tese intitulada Formas sociais de escrita e formas sociais orais: Uma análise sociológica do fracasso escolar foi escrita sob a direção de Guy Vincente.
De 1992 a 1994, exerceu a docência como professor de sociologia.
De 1994 a 2000, trabalhou como professor de sociologia na Universidade Lumière Lyon 2 e de 1995 a 2000, sendo membro do Instituto Universitário da França.
Benard Lahire é professor de sociologia na Ecole Normale Supérieure de Lyon desde 2000, foi diretor do Grupo de Pesquisa em Socialização (UMR 5040 CNRS) de 2003 a 2010, antes de se tornar director-adjunto do Centro Max-Weber, 2011-2018.
Dirige a colecção "Laboratoire des sciences sociales" em Éditions La Découverte desde 2002.
Foi professor visitante-itinerante (associado de pesquisa) na Universidade da Califórnia, Berkeley (Instituto para o Estudo da Mudança Social), em fevereiro-março de 1997, professor visitante na Universidade de Lausanne (Suíça) em 1997-1998. professor visitante na "Cadeira Jacques - Leclercq" na Universidade Católica de Lovaina (Bélgica) em Março de 2000, um professor na Universidade de Genebra (Suíça) em 2002-2003, professor visitante na Universidade Nacional de La Plata em junho 2008 (Argentina), professor visitante no Instituto Universitário de Pesquisas do Rio de Janeiro (IUPERJ) e Juiz Universidade de Fora (Brasil) em agosto-setembro de 2008 e professor visitante da Universidade de Recife (Brasil), em novembro 2009
Foi-lhe atribuído o Prémio Claude-Lévi-Strauss da Universidade de São Paulo (USP), por duas vezes, em Novembro de 2011 e Setembro de 2012.